# Ameer Speed
Ameer Lashon Speed (geboren am 11. Oktober 1999 in Jacksonville, Florida) ist ein US-amerikanischer American-Football-Spieler auf der Position des Cornerback in der National Football League (NFL), der bei den Chicago Bears unter Vertrag steht. Er spielte College Football für Michigan State und die University of Georgia, mit welcher er 2021 National Champion wurde. Er wurde in der sechsten Runde des NFL Draft 2023 von den New England Patriots ausgewählt.

## College

### Georgia
Speed, ein 3-Sterne-Rekrut von der Sandal Wood High School, entschied sich für ein Stipendium an der University of Georgia.
Als Freshman spielte er 2017 in 11 Spielen und hatte dabei insgesamt 5 Tackles.
In der Saison 2018 entschied sich Speed, als Sophomore ein Redshirt Jahr einzulegen und kam in insgesamt 2 Spielen auf 1 Tackle.
In der Saison 2019 bekam er wieder mehr Spielzeit. Er spielte in 13 von 14 Spielen, die meisten Snaps allerdings im Special Team.
In der verkürzten Corona Saison 2020 spielte Speed als Redshirt Junior in 9 von 10 möglichen Spielen. Auch in dieser Saison spielte Speed meist im Special Team.
In der Saison 2021 startete Speed die ersten 3 Spiele, wurde dann allerdings von Freshman Cornerback Kelee Ringo verdrängt. Er beendete die Saison mit 13 Tackles und wurde mit den Bulldogs National Champion.
Am 11. Januar 2022, nur einen Tag nach dem Gewinn der National Championship, verkündete Speed, dass er das Transfer-Portal betritt.

### Michigan State
Am 18. Januar 2022 gab Speed seinen Wechsel zu den Michigan State Spartans bekannt. Bei den Spartans spielte Speed in 11 von 12 Spielen als Starting Cornerback und erreichte mit 62 Tackles und 5 Pass Deflections Karrierebestwerte.

## NFL

### New England Patriots
Speed wurde in der sechsten Runde des NFL Draft 2023 an 214. Stelle von den New England Patriots ausgewählt. Nach einer starken Saisonvorbereitung bekam er einen Platz auf dem 53-Mann-Kader der Patriots. Am 10. September gegen die Philadelphia Eagles gab Speed sein NFL Debüt.

### Indianapolis Colts
Nach seiner Entlassung bei den Patriots am 19. Oktober 2023 wurde er nur einen Tag später über die Waiver-Liste von den Indianapolis Colts verpflichtet. Am 17. September 2024 wurde er wieder entlassen.

### Chicago Bears
Am 1. Oktober 2024 nahmen die Chicago Bears Speed für ihren Practice Squad unter Vertrag.